# Lotta Olsson (litteraturkritiker)
Karin Charlotta Olsson, känd som Lotta Olsson, född 14 november 1961, är en svensk litteraturkritiker.
Olsson studerade litteraturvetenskap och engelska vid Stockholms universitet åren 1983–1985. Hon är sedan 1987 verksam som journalist och litteraturkritiker på Dagens Nyheter. Hon var även länge skribent i tidskriften Opsis Barnkultur.
År 2017  tilldelades Olsson Gulliverpriset för sitt mångåriga och starka intresse för barn- och ungdomslitteratur, där juryn bland annat skrev "I en tid när allt färre barn- och ungdomsböcker recenseras och uppmärksammas av media känns det viktigt att premiera en av de journalister som verkligen försöker hjälpa läsare och bokköpare att navigera i den flod som ges ut. Lotta Olsson gör just det, noggrann och tydlig med sina preferenser, med en varm och kunnig ton som visar att hon älskar att läsa böckerna lika mycket som barn och unga själva gör."